# Lingue athabaska del nord
Le lingue athabaska del nord o athabaska settentrionali sono un gruppo geografico di lingue appartenenti alla famiglia linguistica delle lingue athabaska, parlate nel nord dell'America settentrionale, in particolare in Alaska e nel nord-ovest del Canada (Yukon, Columbia Britannica, Territori del Nord-Ovest).
Il gruppo Athabaska settentrionale è composto da 31 lingue, e viene suddiviso in sette sottogruppi:

## Alaska meridionale
- 1. Lingua ahtna (atna, ahtena)
- 2. Lingua dena'ina (tanaina)

## Alaska centrale – Yukon
- Koyukon-Ingalik
  - 3. Lingua deg hit'an (degexit'an, deg Xinag, ingalik, ingalit)
  - 4. Lingua holikachuk
  - 5. Lingua koyukon (ten'a, co-yukon)
- Tanana-Tutchone
  - 6. Lingua kolchan (kushokwin superiore, goltsan)
  - Tanana
    - 7. Lingua tanana (basso tanana)
    - 8. Lingua tanacross
    - 9. Nabesna (alto tanana, dandey in, dineh su, tananatana)

  - Lingua tutchone
    - 10. Tutchone meridionale
    - 11. Tutchone settentrionale (mayo)
- Kutchin-han
  - 12. Lingua gwich'in (kutchin, loucheux, tukudh)
  - 13. Lingua hän (han, dawson, han-kutchin, moosehide)

## Canada nord-occidentale
- Cordillera
  - Central Cordillera (Tahltan-Tagish-Kaska)
    - 14. Lingua tagish
    - 15. Lingua tahltan (Tatltan, Ticaxhanoten, Toltan)
    - 16. Lingua kaska (Nahanni, Nahane, Nahani, Cassiar)

  - II. Southeastern Cordillera
    - 17. Lingua sekani
    - 18. Lingua dunneza (dane-zaa, beaver, deneza)
- Mackenzie
  - Lingue slavey-hare (Lingue degli schiavi)
    - 19. Lingua slavey (Lingua degli schiavi, dene tha, dene k'e, nahane, nahani)
    - 20. Lingua delle montagne (montagnards, nahane, nahani, sih gotine, sihta gotine)
    - 21. Lingua bearlake (satudine, sahtu goine, bear lake)
    - 22. Lingua hare (kawchottine, ka so gotine, kancho, kawchodinneh, rabbitskins, ta-na-tin-ne)

  - 23. Lingua tlicho (dogrib, flanc-de-chien, tłı̨chǫ)
- Chipewyan
  - 24. Lingua chipewyan (dëne sųłiné, dene)

## Tsetsaut
- 25. Lingua tsetsaut (ts'ets'aut, nahane, nahani, Canale Portland, wetalth)

## Columbia-Britannica centrale
- 26. Lingua babine (babine-witsuwit'en)
- 27. Lingua dakelh (carrier, porteur, lingua dei portatori)
- 28. Lingua chilcotin (tsilhqot'in, tinneh, chilkhodins, tsilkotin)
- 29. Lingua nicola (stuwix, nicola-similkameen)

## Sarsi
- 30. Lingua sarsi (sarcee, tsuu t'ina o tsuut'ina)

## Kwalhioqua-tlatskanai
- 31. Lingua kwalhioqua-clatskanie (kwalhioqua-tlatskanie)